# 다그

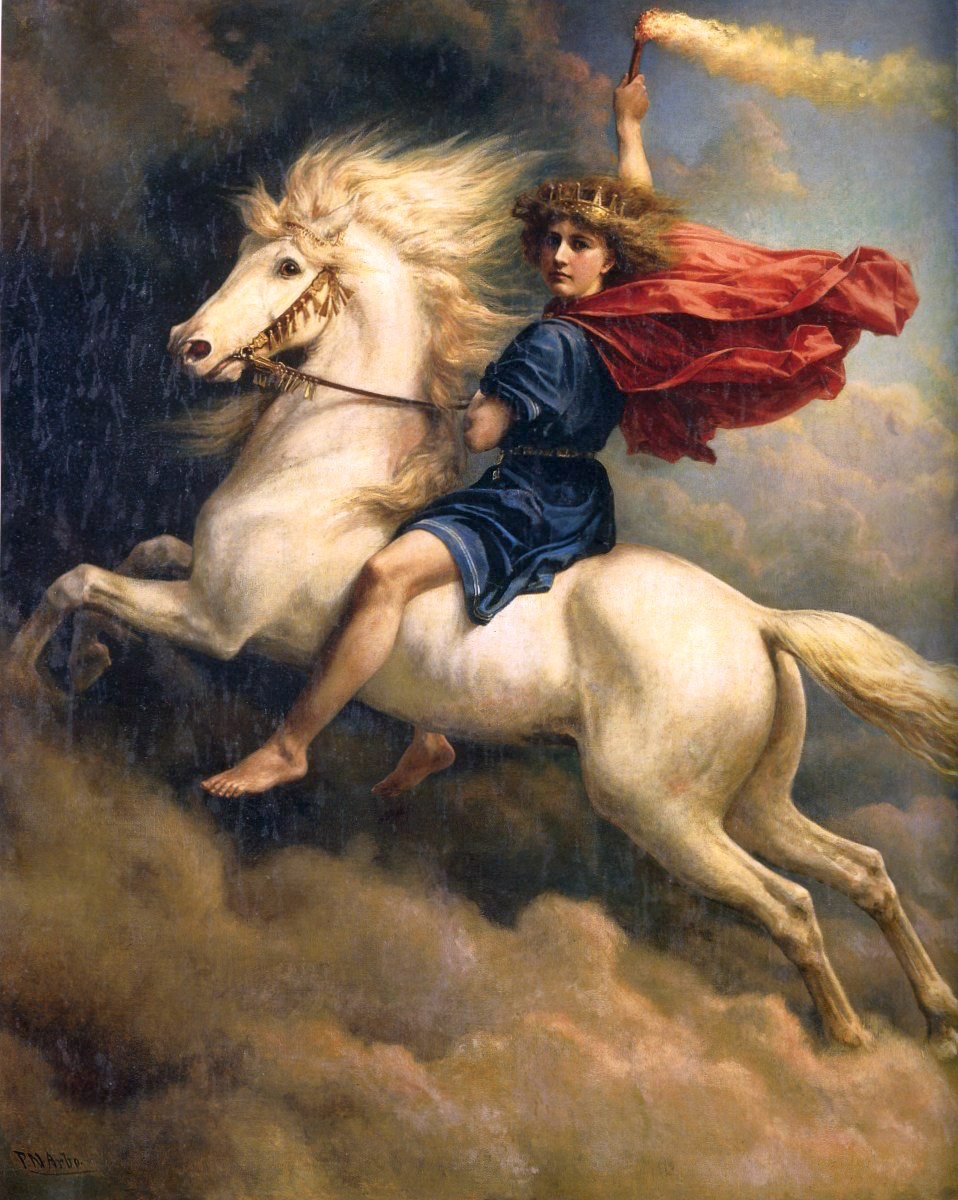
Dagr (1874)

다그(고대 노르드어: Dagr)는 노르드 신화의 신이다. "다그"란 낮이란 뜻으로서,) 다그는 의인화된 낮 그 자체이다. 《고 에다》 및 《신 에다》에서 모두 말하기를 다그는 델링그의 아들이며 빛나는 갈기를 가진 말 스킨팍시를 타고 다닌다. 필사본 판본에 따라서 다그는 델링그와 노트(밤) 사이에서 태어났다고도 하고, 델링그와 요르드(대지) 사이에서 태어났다고도 한다. 또한 "다그"라는 이름은 고대 노르드어 문헌들 전체에 걸쳐 "낮"을 의미하는 일반명사로도 사용된다.

## 같이 보기
- 헤메라